# Libro delle ombre (neopaganesimo)
Il Libro delle Ombre (dall'inglese Book of Shadows), nella tradizione gardneriana della wicca, pubblicata a partire dal 1954 da Gerald Gardner, è il testo che racchiude i principali rituali della sua tradizione.
In seguito, l'espressione Libro delle Ombre fu adottata da altre tradizioni wiccan per indicare il proprio analogo testo; poi anche da tradizioni moderne di neopaganesimo o di stregoneria per indicare più genericamente un libro di magia o un grimorio, cioè un libro nel quale il praticante annota i propri rimedi con erbe naturali, le corrispondenze, gli incanti, i riti, le riflessioni e invocazioni alla Dea e al Dio, creando così confusione tra due tipologie diverse di libro.
Ciascun Libro delle Ombre nella wicca gardneriana (e nelle tradizioni strettamente derivate, come la wicca alexandriana) può essere modificato e ampliato, ed i rituali possono essere rielaborati, ma il nucleo originario deve essere sempre trasmesso nella sua integrità ad ogni nuovo iniziato. Il titolo Book of Shadows fu coniato dallo stesso Gardner, prendendo spunto da un libro indiano dal titolo pressoché identico, ma di argomento differente, presente nella sua biblioteca personale.

## Storia
Gerald Gardner introdusse il Book of Shadows all'inizio degli anni cinquanta, per gli iniziati alla sua prima congrega, la Bricket Wood Coven, come manuale-ricettario di incanti e di riti. Affermò che l'uso di questo tipo di testi discendesse da antiche tradizioni e fosse tipico del culto stregonico dell'antica religione, a cui egli era stato iniziato.
Doreen Valiente ha sostenuto che Gardner trasse ispirazione per il titolo da un omonimo The Book of Shadows, pubblicizzato nel 1949 sulla medesima rivista che promuoveva anche il suo High Magic's Aid. The Book of Shadows, scritto dal palmista indiano Mir Bashir, trattava di un antico manuale in sanscrito sulla divinazione basata sulla lunghezza delle ombre delle persone.
Un manoscritto rilegato in cuoio intitolato Ye Bok of Ye Art Magical fu in seguito ritrovato tra gli effetti personali di Gardner, lasciati nel suo Museo della Stregoneria, poi venduti da Monique Wilson a Richard e Tamarra James della Wiccan Church of Canada. Aidan Kelly fu il primo ad aver modo di studiare approfonditamente il manoscritto e di confrontarlo con il Libro delle Ombre in suo possesso.
Il confronto fra i due testi permise di evidenziare le fortissime influenze sul Libro delle Ombre originale della ritualistica derivante dalla magia cerimoniale, in particolare dall'Ordo Templi Orientis di Aleister Crowley. Molti studiosi considerano questa evidenza documentale come ulteriore prova che Gardner concepì l'idea del primo Book of Shadows tra il 1946 e il 1949, dandogli solo successivamente il nome che conosciamo adesso.
Nel 1953 Doreen Valiente fu iniziata alla Bricket Wood Coven e in seguito ne divenne l'alta sacerdotessa. La Valiente notò subito le varie influenze presenti nel Libro. Del resto lo stesso Gardner le confidò che le ritualistiche apprese dalla coven di New Forest erano piuttosto scarne e frammentarie e che aveva dovuto integrarle prendendo spunto da elementi mutuati dalla magia cerimoniale e da Aradia, o il Vangelo delle Streghe di Charles Godfrey Leland.
Con il consenso di Gardner, la Valiente riscrisse totalmente ampie porzioni del Libro, eliminando soprattutto le maggiori e più evidenti influenze e fraseologie crwoleyane. La Valiente, facendo ricorso alle sue doti letterarie e poetiche, riscrisse in particolare alcune delle parti più importanti della ritualistica, come l’Incarico della Dea, tuttora ampiamente utilizzato.

## IlLibro delle Ombrenei culti neopagani
L'espressione Libro delle Ombre è adottata in molti culti appartenenti al neopaganesimo, ma con un significato più generico rispetto a quello che gli viene attribuito nella wicca. Visto che, in genere, le religioni neopagane non hanno un testo sacro di riferimento, com'è la Bibbia per i cristiani, il Libro delle Ombre ha assunto in alcuni culti questa funzione per ogni praticante e, generalmente, ogni praticante o congrega ha un suo Libro delle Ombre.
Va sottolineato che le religioni neopagane non nascono da rivelazioni divine (in realtà nessuna religione può vantare tali rivelazioni, ma ognuna è frutto della trascrizione di teologi) né racchiudono una serie di precetti da ottemperare, né sono una "fede", ma piuttosto si basano sull'esperienza personale e sulla pratica più o meno quotidiana dei rituali. Esse costituiscono un cammino spirituale, nel quale si cerca di migliorarsi e di vivere in armonia con la natura e con se stessi. Perciò il Libro delle Ombre, più che un testo sacro come lo si intende in genere, contiene il percorso spirituale di un praticante a partire da quando scopre la sua vocazione per la religione neopagana, la testimonianza della sua esperienza, annotazioni sui propri progressi, successi o sconfitte.
Alcuni praticanti affiancano al Libro delle Ombre un Libro specchio, vale a dire un diario dove annotano la propria evoluzione spirituale. In questo caso nel Libro delle Ombre si annota solo la parte rituale, mentre nel Libro specchio si annotano le impressioni del praticante sulle divinità, le invocazioni, gli incantesimi e i rituali operati, il suo parere sugli esiti, quali problemi ci sono stati e che sensazioni sono state vissute. Lo stesso vale per i libri delle congreghe.
L'esistenza di Libri delle Ombre, in uso a congreghe, che risalgano, nella formulazione, al periodo della caccia alle streghe, pur asserita, è di difficile verifica: il Libro delle Ombre è un testo riservato e solitamente non è mostrato che ai membri della congrega.
Spesso Libro delle Ombre è diviso in sezioni. Ad esempio:
- erbe e corrispondenze
- cristalli e corrispondenze
- tecniche di divinazione (ad esempio rune, tarocchi, lettura dell'acqua)
- rituali (purificazione, divinazione, etc.)
- festività
- impressioni personali
- incantesimi

Il libro può essere cartaceo, oppure in formato elettronico. La tradizione, comunque, prevede che il Libro delle Ombre sia scritto a mano.